# 青麗子
青 麗子（あお れいこ、1997年7月15日 - ）は、東京都出身のハンドボール選手。日本ハンドボールリーグのソニーセミコンダクタマニュファクチャリング所属。

## 経歴
2020年、日本ハンドボールリーグのソニーセミコンダクタマニュファクチャリングへ加入。
同年、日本代表に選出。

## 詳細情報

### 年度別成績
| 年       | チーム   | 試合 | フィールド 得点 | 率   | 7m    | 合計    | 警告 | 退場 | 失格 |
| -------- | -------- | ---- | --------------- | ---- | ----- | ------- | ---- | ---- | ---- |
| 2019-20  | ソニー   | 0    | 0/0             | -    | 0/0   | 0/0     | 0    | 0    | 0    |
| 2020-21  | ソニー   | 16   | 16/25           | .640 | 17/21 | 33/46   | 1    | 8    | 0    |
| 2021-22  | ソニー   | 18   | 43/76           | .566 | 23/32 | 66/108  | 0    | 4    | 0    |
| 2022-23  | ソニー   | 13   | 11/21           | .524 | 8/9   | 19/30   | 0    | 1    | 0    |
| JHL：4年 | JHL：4年 | 47   | 70/122          | .574 | 48/62 | 118/184 | 1    | 13   | 0    |

### 記録
- フィールドゴール初得点：2020年8月29日、対北國銀行戦（小松総合体育館）[3]
- 7mスロー初得点：2020年10月10日、対飛騨高山ブラックブルズ戦（霧島市国分体育館）[4]
- リーグ通算100得点：2022年7月24日、対飛騨高山ブラックブルズ戦（飛騨高山ビッグアリーナ）[5]

### 背番号
- 15 (2020年 - )

## 代表歴

### 日本代表
- 強化合宿 (2020年)[2]